# Alessandro Vollero
Alessandro Vollero (1889-1959) fue un mafioso neoyorquino y miembro de alto nivel de la camorrista pandilla de Navy Street en Brooklyn, así como teniente del jefe de la pandilla Pellegrino Morano durante la Guerra entre la Mafia y la Camorra de 1916.
Nació en Italia y emigró con su familia a los Estados Unidos en 1909 estableciéndose en Brooklyn. Pronto se vio envuelto con las pandillas camorristas del área. Vollero finalmente compró una cafetería en Navy Street en Brooklyn, que se convirtió en el hogar de la pandilla de esa calle. Las pandillas napolitanas fueron las principales rivales de la familia criminal Morello, una pandilla de la mafia siciliana establecida en Manhattan y que trataba de expandir su territorio. Las pandillas napolitanas en Brooklyn finalmente se unieron para luchar contra la familia Morello.
El 7 de septiembre de 1916, Vollero participó en los asesinatos del jefe de la familia Morello Nicholas Morello y su guardaespaldas Charles Ubriaco. Buscaba vengarse contra los Morello por el asesinato de su amigo Nicholas DelGardio. Vollero engañó a Morello y Ubriaco atrayéndolos hasta su cafetería con el pretexto de llevar a cabo una reunión en la que se discutiría un cese al fuego con Morano. Cuando llegaron al establecimiento, Morello y Ubriaco fueron asesinados. Aunque los asesinatos se realizaron, los asesinos, "Torpedo" Tony Notaro y Ralph Daniello, fueron eventualmente aprehendidos por la policía. Daniello aceptó declarar para la policía a cambio de una sentencia reducida.
Sobre la base del testimonio de Daniello, Vollero y Morano fueron arrestados y acusados de asesinato en primer grado. El 20 de junio de 1918, Vollero fue sentenciado a muerte en la prisión de Sing Sing en Ossining, New York. Sin embargo, su sentencia fue luego conmutada a una de cadena perpetua. En 1925, durante su prisión, Vollero conoció a Jimmy "The Shiv" DeStefano y su amigo de infancia, futuro mafioso renegado Joe Valachi, y se establecío como su mentor. El 28 de abril de 1933, luego de pasar 14 años en prisión, Vollero fue liberado y enviado a su pueblo natal, Gragnano, un pequeño pueblo cercano a Nápoles.